# Beet (letter)
De beet, bét of beis (Nederlands-Jiddisch) is de tweede letter uit het Hebreeuws alfabet. De letter wordt uitgesproken als een b of een w. Het Hebreeuwse woord voor alfabet is אלף-בית of alef-beet en bestaat uit zijn eerste twee letters de alef en de beet. De letter beet komt verder bijvoorbeeld voor als tweede letter in het Hebreeuwse woord sjabbat: שבת.
De letters van het Hebreeuws alfabet komen ook overeen met cijfers, de bet is de Hebreeuwse twee. De term beisje werd vroeger voor 0,10 gulden gebruikt als verbastering van beet oftewel twee stuivers. Vergelijkbaar hiermee was lammetje als verbastering van lamed oftewel 30 stuivers = 1,50 gulden, omdat de getalswaarde van de letter lamed 30 is.
De Israëlische veiligheidsdienst heet Sjien Beet, een acroniem van de naam Sjeroet bitachon wat veiligheidsdienst betekent. De tegenwoordige naam is Sjeroet bitachon klali, dat ook wel wordt afgekort tot Sjabak.
א · ב · ג · ד · ה · ו · ז · ח · ט · י · כ · (ך) · ל · מ · (ם) · נ · (ן) · ס · ע · פ · (ף) · צ · (ץ) · ק · ר · ש · ת 

alef · beet · gimel · dalet · hee · waw · zajien · chet · tet · jod · kaf · -sofiet · lamed · mem · -sofiet · noen · -sofiet · samech · ajien · pee · -sofiet · tsaddie · -sofiet · koef · reesj · sjien · tav